# Franck Spiller Locke
Le Franck Spiller Locke est un ancien Lifeboat de la Royal National Lifeboat Institution (RNLI) reconverti, depuis 1986, en bateau à moteur de plaisance.

## Histoire
Le Franck Spiller Locke est l'un des 10 modéles de type 52ft MK.II de la Classe Barnett (en) construits entre 1957 et 1960. Ces canots de sauvetage furent conçus par l'architecte naval James Barnett pour le RNLI pour les stations de sauvetages des côtes du Royaume-Uni et de l'Irlande.
Le Franck Spiller Locke a été réalisé sur le chantier naval Groves & Guttridge de Cowes sur l'Île de Wight. Lancé en 1957 avec l'immatriculation ON 939, il a d'abord servi à la Station de Sauvetage de Weymouth jusqu'en 1976. Puis il a servi à la Station de sauvetage de la Baie de Galway en Irlande de 1977 à 1985.
Vendu en octobre 1986 il a été reconverti à la plaisance. Son port d'attache actuel est St Mary's aux Îles Scilly.
Il a participé aux Fêtes maritimes de Brest : Brest 2004 et Brest 2008.